# چاتال‌سو (گول‌آغاچ)
چاتال‌سو (به ترکی استانبولی: Çatalsu) یک منطقهٔ مسکونی در ترکیه است که در گول‌آغاچ واقع شده‌است.